# معالج مسبق

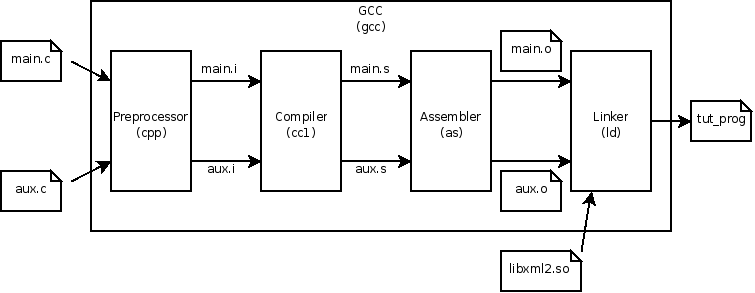

المعالج المسبق، أو التمهيدي، في الحوسبة هو برنامج يعالج مدخلات وينتج مخرجات يعالجها بدوره برنامج آخر.